# Аркадия (римская провинция)

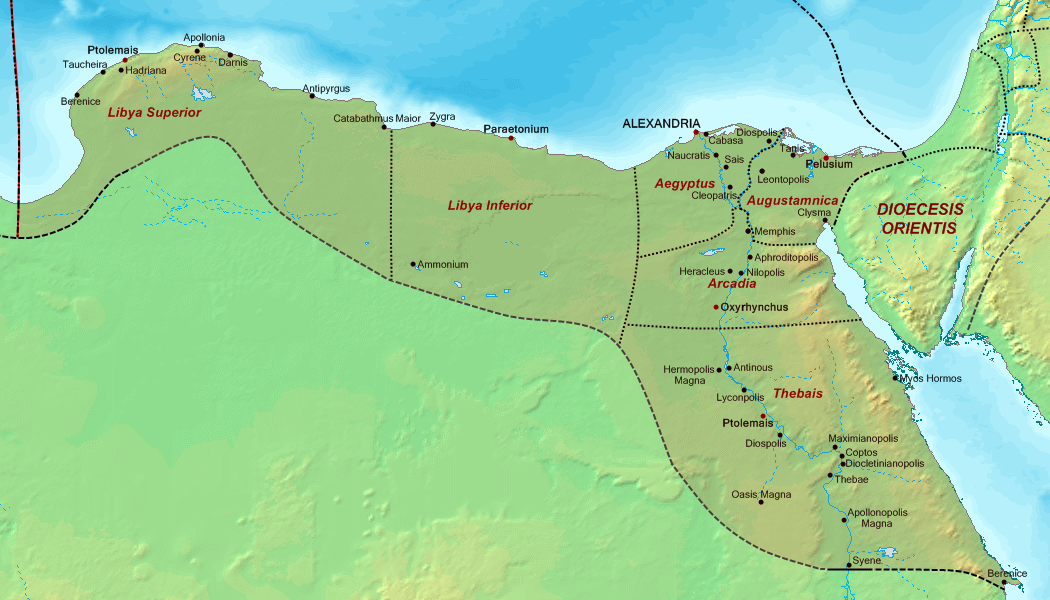
Аркадия на плане диоцеза Египет

Аркадия или Аркадия Египетская (лат. Arcadia или Arcadia Aegypti) — римская провинция, расположенная в северной части Египта.
Она была создана между 386 и 395 годом из провинции Августамника и названа в честь правящего императора Аркадия. Провинция включала в себя преимущественно историческую область, известная под названием Гептаномида («семь Номов»), за исключением Гермополиса, который принадлежал Фиваиде. В Notitia Dignitatum Аркадия является одной из шести провинций диоцеза Египет, которой управлял наместник в ранге презида.